# Xã Newcastle, Quận Fulton, Indiana
Xã Newcastle (tiếng Anh: Newcastle Township) là một xã thuộc quận Fulton, tiểu bang Indiana, Hoa Kỳ. Năm 2010, dân số của xã này là 1.398 người.